# فيو ألاداج
فيو ألاداج (بالألمانية: Feo Aladag)‏ هي كاتبة سيناريو ومنتجة أفلام ومخرجة وممثلة نمساوية، ولدت في 13 يناير 1972 بفيينا في النمسا. من الجوائز التي نالتها German Film Award for Best Fiction Film ‏ سنة 2010.

## جوائز وترشيحات
جوائز
- German Film Award for Best Fiction Film [الإنجليزية]‏، عن عمل: عندما نغادر (2010)

ترشيحات
- German Film Award for Best Director [الإنجليزية]‏، عن عمل: عندما نغادر (2010)
- European Film Award for European Discovery of the Year [الإنجليزية]‏، عن عمل: عندما نغادر (2010)

## وصلات خارجية
- فيو ألاداج على موقع IMDb (الإنجليزية)
- فيو ألاداج على موقع مونزينجر (الألمانية)
- فيو ألاداج على موقع قاعدة بيانات الأفلام العربية
- فيو ألاداج على موقع ألو سيني (الفرنسية)
- فيو ألاداج على موقع أول موفي (الإنجليزية)
- فيو ألاداج على موقع قاعدة بيانات الفيلم (الإنجليزية)
- فيو ألاداج على موقع كينوبويسك (الروسية)